# Wan Letian
Wan Letian (chinesisch 万乐天; * 12. August 2004 in Nanchang) ist eine chinesische Schwimmerin. Die Spezialistin im Rückenschwimmen gewann bei Olympischen Spielen eine Bronzemedaille. Bei Weltmeisterschaften erhielt sie auf der 25-Meter-Bahn einmal Bronze. Bei Asienspielen erschwamm sie eine Gold- und eine Silbermedaille.

## Sportliche Karriere
Ende 2021 wurde Wan Letian bei den Kurzbahnweltmeisterschaften in Abu Dhabi Fünfte mit der 4-mal-50-Meter-Lagenstaffel. Die 4-mal-100-Meter-Lagenstaffel mit Peng Xuwei, Tang Qianting, Zhang Yufei und Cheng Yujie belegte hinter den Schwedinnen und den Kanadierinnen den dritten Platz, wobei die Chinesinnen 0,05 Sekunden Rückstand auf das kanadische Quartett hatten. Wan Letian, Yu Yiting und Zhu Jiaming waren im Vorlauf eingesetzt worden und erhielten ebenfalls eine Bronzemedaille.
2022 bei den Weltmeisterschaften in Budapest wurde Wan Letian Vierte über 100 Meter Rücken, sie hatte über eine Sekunde Rückstand auf die drittplatzierte Claire Curzan aus den Vereinigten Staaten. Ende 2022 bei den Kurzbahnweltmeisterschaften in Melbourne schied Wan Letian sowohl über 50 Meter Rücken als auch über 100 Meter Rücken im Halbfinale aus. Mit der 4-mal-100-Meter-Lagenstaffel qualifizierte sie sich für das Finale. Sie war aber im Endlauf nicht dabei, als die Staffel den siebten Platz belegte.
Ein halbes Jahr später bei den Weltmeisterschaften 2023 in Fukuoka wurde Wan Letian Achte über 100 Meter Rücken. Über 50 Meter Rücken war sie im Halbfinale Achte zeitgleich mit ihrer Landsfrau Wang Xueer, im Swimoff setzte sich Wang Xueer durch. In der 4-mal-100-Meter-Lagenstaffel schwammen Wan Letian, Tang Qianting, Zhang Yufei und Cheng Yujie auf den vierten Platz mit 0,45 Sekunden Rückstand auf die drittplatzierten Kanadierinnen. Bei den im Herbst 2023 ausgetragenen Asienspielen in Hangzhou gewann Wan Letian den Titel über 100 Meter Rücken. Über 50 Meter Rücken wurde sie Zweite hinter Wang Xueer.
Bei den Olympischen Spielen in Paris schied Wan Letian über 100 Meter Rücken als Zwölfte im Halbfinale aus. Die chinesische Lagenstaffel mit Wang Xueer, Tang Qianting, Yu Yiting und Wu Qingfeng schwamm die drittschnellste Vorlaufzeit. Im Endlauf waren Wan Letian, Tang Qiantin, Zhang Yufei und Yang Junxuan drei Sekunden schneller als die Vorlaufstaffel. Es siegte das Quartett aus den Vereinigten Staaten vor den Australierinnen und den Chinesinnen, die Kanadierinnen wurden diesmal nur Vierte.